# Giuseppe Giannini (medico)
Giuseppe Giannini (Parabiago, 10 febbraio 1774 – Milano, 18 dicembre 1818) è stato un medico e saggista italiano.

## Famiglia e studi
Nato a Parabiago da Michele Giannini, originario di Canegrate, e Giuseppa (o Giuseppina) Cazzaniga. Il padre era fattore alle dipendenze del Marchese Carlo Maria Crivelli de' Cavalli, e in seguito del Conte Giovanni Cesare Giulini, podestà di Milano; religiosissimo, lo avviò al sacerdozio, prima presso i Seminari di Arona e Monza, successivamente al Collegio di Gorla e al Seminario Maggiore in Milano. Giuseppe però era attratto ad altri studi, così più avanti si iscrisse alla Facoltà di Medicina e Chirurgia dell'Università degli Studi di Pavia, ove nel 1796, a soli 22 anni, conseguì la laurea a pieni voti.

## Carriera
Cominciò a professare nel paese natio, dove conquistò subito la stima e la simpatia dei suoi compaesani, e fondò le basi della sua esperienza, scrivendo nel frattempo la sua prima opera Saggio sulle diagnosi delle malattie nervose ed infiammatorie: una confutazione delle teorie del Medico inglese Brown. Intanto la sua fama si estendeva, divenne così medico di famiglia presso le dinastie aristocratiche di Parabiago e dei borghi vicini, come Nerviano, Lainate, Legnano e Busto. Il suddetto saggio, scritto ad appena 26 anni, meravigliò il Primario dell'Ospedale Maggiore di Milano, che gli scrisse una lettera, invitandolo a prender parte del corpo medico della Ca' Granda.
Quando Edward Jenner ufficializzò la scoperta della vaccinazione anti-vaiolo, Giannini entusiasta pubblicò alcune monografie, tanto da poter partecipare alla Commissione Jenneriana.
Nel 1805 scrisse il primo volume della sua principale opera: Dalla natura delle febbri e del miglior modo di curarle.
Nel 1810 venne eletto Medico della Casa Vicereale, ma malato di tisi, dovette ben presto lasciare tutti i suoi importanti incarichi.
All'età di 44 anni morì di tubercolosi, lasciando incompiuta la sua ultima opera Elementi di Medicina; era il 18 dicembre 1818 e fu sepolto nel Cimitero di Porta Ticinese a Milano.

## Opere
- 1800 - 1802, Saggio sulla diagnosi delle malattie nervose ed infiammatorie
- 1800 - 1802, Memorie di Medicina
- 1805 - 1809, Della natura delle febbri e del miglior modo di curarle
- 1818, Appendice sull'erronea divisione delle malattie in asteniche e steniche
- Incompiuta, Elementi di Medicina